# Расстояние вспугивания

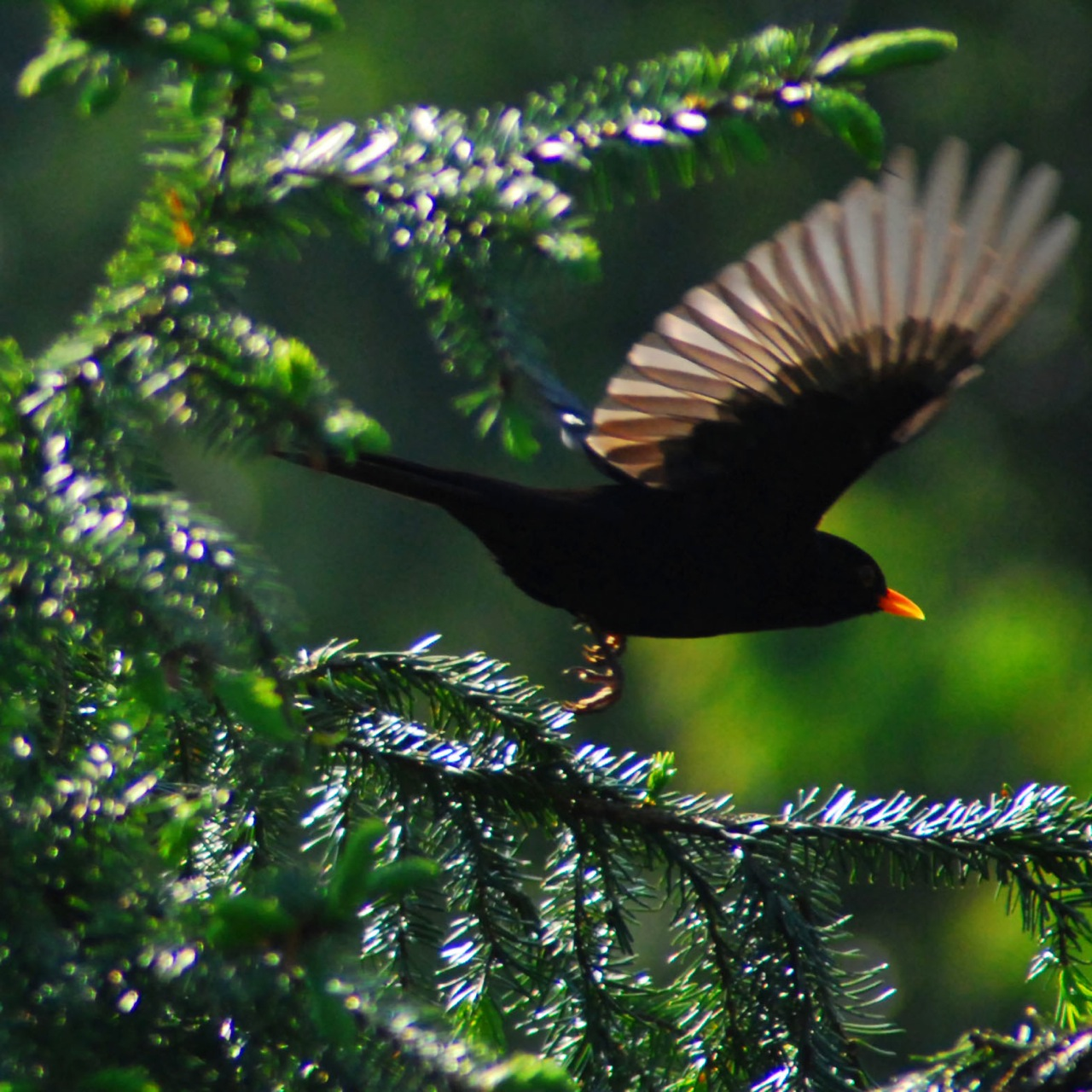
Улетающий вспугнутый чёрный дрозд

Расстояние вспугивания, или дистанция вспугивания, или зона бегства животного — наименьшее расстояние, на котором животное держится от объекта, представляющего для него опасность, не проявляя реакции избегания, то есть не убегая или не улетая. Расстояние вспугивания можно использовать как меру готовности животного идти на риск. Теория бегства предсказывает, что вероятность бегства и расстояние бегства увеличиваются по мере увеличения риска нападения хищников и уменьшаются по мере увеличения цены бегства. Расстояние вспугивания является одним из показателей реакции страха животных на людей, который значительно ниже у синантропных видов, для которых характерна высокая степень антропотолерантности.
Различают также дистанцию бдительности — расстояние, по определению большее, в пределах которого животное изменяет свое поведение таким образом, чтобы лучше заметить раздражитель, например, поднимая голову в позе бдительности, но не обязательно убегая, если только раздражитель также не находится в пределах дистанции бегства.
Примерные расстояния вспугивания для некоторых видов животных при приближении человека: чёрная казарка — 130—1000 (в среднем 319) м, шилохвость — 100—500 (294) м, серая цапля — 255 м, чёрный дрозд — 10 м, лазоревка — 10 м, американский бизон — 101 м.